# Первомайский (Промышленновский район)
Первомайский — посёлок в Промышленновском районе Кемеровской области. Входит в состав Плотниковского сельского поселения.

## География
Центральная часть населённого пункта расположена на высоте 190 метров над уровнем моря.

## Население
По данным Всероссийской переписи населения 2010 года, в посёлке Первомайский проживает 214 человека (100 мужчин, 114 женщины).